# Cień olbrzyma (film)
Cień olbrzyma – wysokobudżetowy film akcji z 1966 roku, przedstawiający życie pułkownika Dawida Marcusa. Postać oficera zagrał Kirk Douglas. Obsadę produkcji uzupełnili: Yul Brynner, John Wayne, Frank Sinatra oraz Angie Dickinson Reżyserem, producentem i scenarzystą obrazu jest Melville Shavelson.

## Opis fabuły
Film jest zbeletryzowaną relacją z życia amerykańskiego Żyda, pułkownika Dawida Marcusa (Kirk Douglas), który dowodził nowo powstałymi jednostkami Sił Obronnych Izraela podczas pierwszej wojny izraelsko-arabskiej (1948–1949).
Marcus, były pułkownik korpusu Zwierzchnictwa Wojskowego Wymiaru Sprawiedliwości (Judge Advocate General Corps – JAG) armii amerykańskiej, obecnie zwolniony z aktywnej służby, aktualnie pracuje jako nowojorski prawnik. Pewnego dnia zostaje zagadnięty przez agentów Hagana w trakcie bożonarodzeniowych zakupów. Proszą go o pomoc w przygotowaniu wojska izraelskiego, które ma bronić nowo utworzone państwo przeciw inwazji arabskich sąsiadów.
Marcus, nadal będący oficerem w rezerwie, nie dostaje od Pentagonu pozwolenia na wyjazd. Używa on jednak fałszywego nazwiska i udaje się w podróż jako cywil. Teraz będąc "Michaelem Stone", dociera do Izraela. Tam spotyka członkinię Hagany, Magdę Simon (Senta Berger), z którą natychmiast nawiązuje romans.
W trakcie II wojny światowej Marcus, ląduje na spadochronie na terenie okupowanej Francji, pomaga później zorganizować misję humanitarną dla Dachau, pierwszego nazistowskiego obozu koncentracyjnego, wyzwolonego przez amerykańskich żołnierzy. Początkowo jest traktowany podejrzliwie przez niektórych żołnierzy Hagany. Jednak po prowadzeniu wypadu komandosów na arabski skład broni i asyście w lądowaniu nielegalnych uchodźców, wojskowy staje się lepiej akceptowany przez kompanów. Marcus następnie przygotowuje podręcznik szkoleniowy, później powraca do Nowego Jorku, gdzie jego żona (Angie Dickinson) właśnie poroniła.
Teraz zdenerwowany, mimo próśb żony, powraca do Izraela, dostaje rozkaz z jerozolimskiego frontu z rangą "Aluf", która nie była używana od czasów biblijnych. Zaczynając pracę, uświadamia sobie, że jego ludzie są niewłaściwie wyszkoleni, brakuje broni, są oni pozbawieni stopni, jednak nie brakuje im ducha walki i determinacji. Marcus przygotowuje konstrukcję "Droga Burma", by umożliwić przejazd konwojów do oblężonej Jerozolimy, gdzie mieszkańcy są na skraju głodu.
Wielu jego żołnierzy spoza Izraela, są zdeterminowani, entuzjastycznie nastawieni, ale brakuje im doświadczenia. Marcus nazywa ich "schnooks" (naiwniacy), a sam uświadamia sobie, że jest dumny z bycia Żydem. Jednak zaraz po tym jak konwój ciężarówek wyrusza Jerozolimy, zostaje zastrzelony przez samotnego wartownika, który nie zna angielskiego – będąc ostatnią ofiarą przed nastaniem rozejmu z wymuszonym przez Organizację Narodów Zjednoczonych. Prowizoryczna trumna, zawierająca ciało wojskowego, jest uroczyście niesiona przez żołnierzy, których szkolił i zainspirował.

## Obsada
- Kirk Douglas – płk David "Mickey" Marcus
- Angie Dickinson – Emma Marcus
- Senta Berger – Magda Simon
- Yul Brynner – Asher Gonen
- Stathis Giallelis – Ram Oren
- John Wayne – generał Mike Randolph
- Frank Sinatra – Vince Talmadge
- Gordon Jackson – James McAfee
- James Donald – major Saphir
- Chaim Topol – Abou Ibn Kader
- Michael Douglas – kierowca Jeepa

## Ciekawostki
- Scena filmowa, gdzie John Wayne mówi L’chaim (hebr.) (Za lepsze życie), została później wykorzystana w reklamie amerykańskiego piwa Coors Light[9].
- Koszta produkcji obrazu nie zwróciły się. Twórcy projektu nie odnieśli podobnego sukcesu co poruszający również temat powstania państwa Izrael, film Exodus z 1960 roku[1].